# Correia Lima
José Viriato Correia Lima (Iguatu, 25 de abril de 1952) é um ex-policial militar brasileiro, ex-oficial da Polícia Militar do Estado do Piauí. Foi acusado de chefiar o crime organizado no estado do Piauí, denunciado e preso em 1999, quando já era um coronel reformado.

## Carreira criminosa
Correia Lima era considerado "o homem mais temido do Piauí", tendo ligações com o então senador Alberto Silva e supostamente com o governador Mão Santa. Possuía uma empresa de cobranças onde realizava ações de ameaça para o recebimento de dinheiro e, num dos casos investigados, foi acusado de assassinar um empregado dias após ter feito um seguro de seiscentos milhões de reais em nome dele, tendo como beneficiárias a esposa e a filha do coronel.
Em outro episódio que levou à sua prisão em 1999, o coronel mandara policiais militares fardados até a casa da então prefeita da cidade de Parambu, no seu estado natal, a fim de ameaçá-la para o pagamento de uma dívida. Ele se esquivava dessa acusação, atribuindo qualquer violência ao então foragido gerente de sua empresa, apelidado de "Domingão".

## Investigações e grupo criminoso
Em outubro de 1999 a Polícia Federal efetuou a prisão de José Wilson Torres Sousa, delegado da polícia civil piauiense e de Sigefredo Audísio Pinheiro, comerciante de armas em Teresina, na apuração do crime de formação de quadrilha cuja investigação registrara setecentas horas de gravações telefônicas. Foram considerados foragidos Francisco Domingos de Souza (o "Domingão"), contador e principal auxiliar do coronel Correia Lima e o irmão deste, Augusto. As gravações indicavam que a organização se especializara no desmanche de carros roubados, venda de nota fiscal "fria" a prefeituras, contrabando de armas além de cerca de trinta homicídios.
Por esses crimes, recebeu várias condenações. Uma delas, pelo assassinato de José Honório Rodrigues, cabo da polícia militar, ocorrido em 20 de junho de 1988.

### Outras condenações
No ano de 2013 o Coronel foi condenado a uma pena de vinte e três anos em regime fechado por ter sido, conforme decisão do júri, o mandante da morte de Evandro Safanelli, policial civil que era namorado de sua filha, na época ainda adolescente. Foi condenado em 2015, junto à esposa da vítima, a uma pena de vinte e cinco anos em regime fechado pelo assassinato do engenheiro José Ferreira Castelo Branco, crime executado por Francisco Moreira, que recebeu pena de vinte e três anos.

## Vida na prisão
Desde 2003 o ex-coronel cumpria pena no quartel do Batalhão de Operações Policiais Especiais, numa cela com banheiro e dotada de paredes revestidas com aço e uma janela com vidro à prova de balas. Ali tinha também, com autorização judicial, um frigobar. As paredes tinham fotografias da família, passagens bíblicas (um dos seus irmãos é pastor) e retratos de mulheres nuas. Em 2009 foi transferido para um presídio em Parnaíba.
Em 2018, cumprindo pena na Penitenciária Mista Fontes Ibiapina, obteve do Superior Tribunal de Justiça a redução de sua condenação pela morte do policial José Honório Barros Rodrigues de dezenove anos e três meses para quinze anos e dois meses. A defesa teve vitoriosa a tese de que suas condenações ocorreram consoante leis posteriores à data deste e de outros cinco homicídios, de modo que a redução se aplicaria aos demais casos e, portanto, ele deveria deixar o regime fechado por já ter superado o tempo de condenação por já estar preso há mais de dezenove anos na época.
Em 2023, cumprindo regime simi-aberto na cidade de Altos, o ex-policial foi internado numa emergência em estado grave, sofre de cardiopatia falência renal.